# Le Roi Koko
Pour plus de détails, voir Fiche technique et Distribution.
Le Roi Koko est un film muet français réalisé par Georges Monca, sorti en 1913.
Le film est une adaptation du vaudeville Le Roi Koko, comédie en trois actes d'Alexandre Bisson, créée à Paris, au Théâtre de la Renaissance le 29 novembre 1887.

## Fiche technique
- Titre : Le Roi Koko
- Réalisation : Georges Monca
- Scénario : d'après le vaudeville d'Alexandre Bisson (1887)
- Photographie :
- Montage :
- Société de production : Pathé Frères
- Société de distribution : Pathé Frères
- Pays d'origine :  France
- Langue : film muet avec les intertitres en français
- Métrage : 570 mètres
- Format : Noir et blanc — 35 mm — 1,33:1 — Muet
- Genre :  Comédie
- Durée : 19 minutes
- Dates de sortie : 
  - France : 26 décembre 1913

## Distribution
- Charles Prince : Daubichon
- André Simon : le roi Koko et Lamazou
- Pépa Bonafé : Angèle
- Charles Lorrain
- Yvonne Maëlec : la pêcheuse
- Gabrielle Lange : la bonne